# Ibritumomab
Ibritumomab (Zevalin) monoklonalno antitelo je za radioimunoterapijski tretman za relapsirajućeg or refraktornog, niskog stepena ili transformisanog B ćelijskog Non-Hodgkinsovog limfoma, limfoproliferativnog poremećaja. Lek koristi monoklonalno mišje IgG1 antitelo ibritumomab za koje je vezan helator tijuksetan, sa dodatim radioaktivnim izotopom (bilo itrijum-90 ili indijum-111). Tiuksetan je modifikovana verzija DTPA čija ugljenična osnova sadrži izotiocijanatobenzil i metil grupu.

## Spoljašnje veze
|  | Molimo Vas, obratite pažnju na važno upozorenje u vezi sa temama iz oblasti medicine (zdravlja). |